# Episodi de La nebbia
La prima stagione della serie televisiva La nebbia, composta da 10 episodi, viene trasmessa in prima visione assoluta dalla rete televisiva statunitense Spike dal 22 giugno 2017. 
Il secondo e il terzo episodio sono stati distribuiti online subito dopo la trasmissione televisiva del primo. 
In Italia, la stagione è stata interamente pubblicata il 25 agosto 2017 su Netflix.
| nº | Titolo originale                     | Titolo italiano                      | Prima TV USA   | Prima TV Italia |
| -- | ------------------------------------ | ------------------------------------ | -------------- | --------------- |
| 1  | Pilot                                | Pilot                                | 22 giugno 2017 | 25 agosto 2017  |
| 2  | Withdrawal                           | Astinenza                            | 29 giugno 2017 | 25 agosto 2017  |
| 3  | Show and Tell                        | Dimostrazione                        | 6 luglio 2017  | 25 agosto 2017  |
| 4  | Pequod                               | Pequod                               | 13 luglio 2017 | 25 agosto 2017  |
| 5  | The Waiting Room                     | Sala d'attesa                        | 20 luglio 2017 | 25 agosto 2017  |
| 6  | The Devil You Know                   | Il male conosciuto                   | 27 luglio 2017 | 25 agosto 2017  |
| 7  | Over the River and Through the Woods | Oltre il fiume e attraverso il bosco | 3 agosto 2017  | 25 agosto 2017  |
| 8  | The Law of of Nature                 | La legge di natura                   | 10 agosto 2017 | 25 agosto 2017  |
| 9  | The Waking Dream                     | Sogno ad occhi aperti                | 17 agosto 2017 | 25 agosto 2017  |
| 10 | The Tenth Meal                       | Il decimo pasto                      | 24 agosto 2017 | 25 agosto 2017  |